# 韋恩縣 (肯塔基州)
韋恩縣（英語：Wayne County）是美國肯塔基州南部的一個縣，南鄰田納西州。面積1,254平方公里，人口19,923 （美國2000年人口普查）。首府蒙蒂塞洛 （Monticello）。
成立於1800年12月13日，縣名紀念美國獨立戰爭英雄安東尼·韋恩。該縣為一禁酒的縣。